# Fernanda Pires da Silva
Fernanda Ferreira Pires da Silva (Lisboa, 27 d'agost de 1926 – 11 de gener de 2020) va ser una empresària portuguesa. Presidenta del Grupo Grão-Pará, va fer construir amb els seus fons propis el Circuit d'Estoril, que també es coneix com a Autódromo Fernanda Pires da Silva.